# Händelser vid vatten
Händelser vid vatten är en deckare och roman av Kerstin Ekman, utgiven 1993.

## Handling
Boken utspelar sig i en fiktiv jämtländsk by kallad Svartvattnet, dit en kvinna från Stockholm flyttar med sin dotter för att arbeta som lärare i ett kollektiv som hennes pojkvän tillhör. Detta är en bok som behandlar såväl kärlek som grova mord. Ekman beskriver med sitt poetiska språk hur ett dubbelmord förblir ouppklarat, och hur detta påverkar de bosatta i och runt Svartvattnet. Romanen är en deckare som parallellt också utvecklas till en samhällsskildrande utvecklingsroman, med gott om såväl mytiska och intertextuella paralleller som symboliska och ironiska inslag.

## Mottagande
Ekman belönades med Nordiska rådets litteraturpris, Augustpriset och Svenska Deckarakademins pris för denna bok. Då Biblioteket i fokus 1997 anordnade en omröstning om Århundradets svenska böcker kom Händelser vid vatten på 14:e plats. Boken ansågs som den bästa svenska deckaren genom tiderna när Sydsvenska Dagbladet 2012 frågade åttio av landets mest kvalificerade deckarläsare vilken som är tidernas bästa svenska deckare.

## Filmatisering
Boken dramatiserades 2023 av SVT i en dramaserie med samma namn, regisserad av Mikael Marcimain. Den har också sänts som radioföljetong i Sveriges Radio P1, i uppläsning av Rolf Lassgård.